# 王靈賓
王灵宾（505年—549年4月16日），琅邪临沂人，為梁简文帝萧纲的正妻。祖父太尉、南昌文宪公王俭，父亲王骞。

## 生平
王灵宾自幼時就柔明淑德，她的叔父王暕说：“这真是我王家的女师呀！”天监十一年（512年），嫁给萧纲，封為晋安王妃。王靈賓先後生下嫡長子萧大器、嫡五子南郡王萧大连、一女长山公主萧妙纮。中大通三年（531年）十月，因萧纲被立为太子，王靈賓晉封太子妃。侯景之乱期间，太清三年三月己未（549年4月16日），王灵宾在永福省去世，时年四十五岁。同年，萧纲即位，追谥王靈賓為簡皇后。大宝元年（550年）九月，葬于莊陵。

## 延伸阅读
[在维基数据编辑]
 《南史·卷12》，出自李延壽《南史》